# Namibia en los Juegos Paralímpicos de París 2024
Namibia estuvo representada en los Juegos Paralímpicos de París 2024 por cinco deportistas, cuatro hombres y una mujer.

## Medallistas
El equipo paralímpico namibio obtuvo las siguientes medallas:
| Nombre         | Deporte   | Evento             |
| -------------- | --------- | ------------------ |
| Oro            |           |                    |
| Lahja Ishitile | Atletismo | 400 m T11 femenino |
| Plata          |           |                    |
| —              |           |                    |
| Bronce         |           |                    |
| Lahja Ishitile | Atletismo | 200 m T11 femenino |